# Dietmar Schönherr
Dietmar Otto Schönherr (Innsbruck, 17 de mayo de 1926 - Ibiza, 18 de julio de 2014) fue un actor austriaco. 
Schönherr ha representado muchos papeles diferentes en teatro, cine y televisión, y ha moderado algunas TV-Shows en la televisión austriaca. 
Aparte de su carrera de actor, Dietmar Schönherr se comprometió en la política y apoyó a proyectos solidarios en varios países, como  Casa de los tres mundos en Nicaragua.